# 巴西總統列表

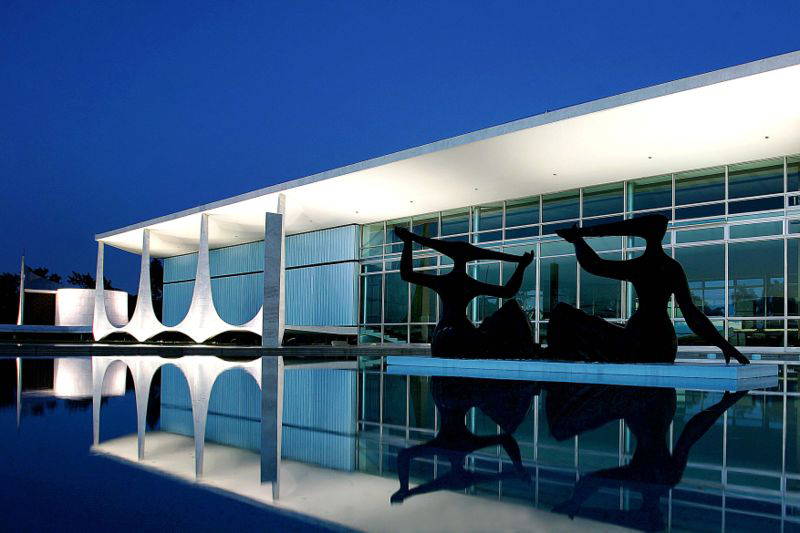
巴西總統府－黎明宮。
（晨曦宮，Palácio da Alvorada）。

巴西總統列表列出了迄今為止巴西歷史上的全部36位國家元首。列表中只列出了自1889年11月15日德奧多羅·達·豐塞卡推翻帝制以來的巴西總統，當中包括經過憲法批准但未能經過宣誓就任的總統以及臨時軍政府主席，但不會按順序記作。在該列表中，位次一欄中的數字表示該位總統在歷任總統中的上任順序數，屆別一欄中的數字表示了該位總統獲得的任職屆數。

巴西總統旗。

例如盧拉·達·席爾瓦為巴西歷史上第35任總統，他連續擔任了2屆（第27屆、第28屆）總統，在列表位次一欄中記做「35」，屆別一欄中分別記做「27」、「28」。
弗洛里亞諾·佩紹托是在德奧多羅·達·豐塞卡宣布辭職後以副總統身份繼任了總統一職，但該任期仍然是豐塞卡在首次選舉中獲得就任後的任職屆數，而且不會影響他的總統屆數編號，仍然按照順序記載，此後還有一些類似佩紹托的例子。
歷史上有3位總統先後2次或3次獲得了選舉的勝利，得到了2次或3次不連續的任期：熱圖利奧·瓦加斯為第14任、第17任總統，拉涅里·馬兹利為第23任、第25任總統，盧拉·達·席爾瓦為第35任、第39任總統。由於這一原因，雖然共有39任總統，但實際上只有36人。

列表中不同的背景顏色表示了各個總統產生方法：

## 巴西第一共和國 (1889年—1930年)
巴西共和政府最初的41年時期可稱為第一共和時期（或稱舊共和國時期）。1889年，德奥多罗·达·丰塞卡與弗洛里亚诺·阿劳若·佩绍托等人參與巴西共和政變，11月15日成功推翻帝制，佩德罗二世被迫遜位，巴西帝国滅亡。其後他們成立巴西臨時政府，並由丰塞卡出任臨時總統。兩年後的1891年，臨時政府正式改組成為巴西合眾國，丰塞卡遂成為共和國首任總統。丰塞卡主張集權，傾向獨裁，並濫用職權，結果民怨沸騰，同年被迫辭職，由佩绍托繼承。
雖然當時的巴西，理論上是一個自由民主制國家，但實際上卻奉行寡头政治。在第一共和時期只有聖保羅州和米納斯吉拉斯州兩州的共和黨輪流執政，里約熱內盧州共和黨只執政一次，而其他政黨在這段期間則無法一嚐執政的滋味。在鄉郊地區的選舉投票亦往往被地方地主控制。由於識字限制，故當時只有少於百分之六的人口擁有投票權。還有，當時只有富裕人家才有選舉權和被選舉權。
| 任次 | 肖像                       | 總統 | 總統                                                               | 任期                                                          | 政黨                            | 屆次                          | 任前職位                         | 副總統 | 副總統                          |
| ---- | -------------------------- | ---- | ------------------------------------------------------------------ | ------------------------------------------------------------- | ------------------------------- | ----------------------------- | -------------------------------- | ------ | ------------------------------- |
| 1    |                            |      | 德奧多羅·達·豐塞卡 Deodoro da Fonseca （1827–1892） 南里奧格蘭德州 | 1889年11月15日 – 1891年11月23日                               | 軍人                            | 0 （1889）                    | 南里奧格蘭德州州長 （1886–1886） | 缺任   | 缺任                            |
| 1    | 1 （1891）                 |      | 德奧多羅·達·豐塞卡 Deodoro da Fonseca （1827–1892） 南里奧格蘭德州 | 1889年11月15日 – 1891年11月23日                               | 軍人                            | 弗洛里亞諾·佩紹托 (1891–1891) | 南里奧格蘭德州州長 （1886–1886） |        |                                 |
| 2    | 1 （1891）                 |      |                                                                    | 弗洛里亞諾·佩紹托 Floriano Peixoto （1839–1895） 馬托格羅索州 | 1891年11月23日 – 1894年11月15日 | 軍人                          | 巴西副總統 （1891–1891）         | 缺任   | 缺任                            |
| 3    |                            |      | 普鲁登特·德·莫拉伊斯 Prudente de Morais （1841–1912） 聖保羅州     | 1894年11月15日 – 1898年11月15日                               | 聯邦共和黨                      | 2 （1894）                    | 聖保羅州參議員 （1890-1894）     |        | 曼努埃爾·維托里諾 (1894–1898)   |
| 4    |                            |      | 坎波斯·萨莱斯 Campos Sales （1841–1913） 聖保羅州                  | 1898年11月15日 – 1902年11月15日                               | 保利斯塔共和黨                  | 3 （1898）                    | 聖保羅州州長 （1896-1897）       |        | 羅薩-席爾瓦 (1898–1902)         |
| 5    |                            |      | 羅德里格斯·阿爾維斯 Rodrigues Alves （1848–1919） 聖保羅州         | 1902年11月15日 – 1906年11月15日                               | 保利斯塔共和黨                  | 4 （1902）                    | 聖保羅州州長 （1900-1902）       | 缺任   | 缺任                            |
| 5    | 阿方索·佩納 (1903–1906)    |      | 羅德里格斯·阿爾維斯 Rodrigues Alves （1848–1919） 聖保羅州         | 1902年11月15日 – 1906年11月15日                               | 保利斯塔共和黨                  | 4 （1902）                    | 聖保羅州州長 （1900-1902）       |        |                                 |
| 6    |                            |      | 阿方索·佩納 Afonso Pena （1847–1909） 米納斯吉拉斯州               | 1906年11月15日 – 1909年6月14日                                | 米內羅共和黨                    | 5 （1906）                    | 巴西副總統 （1903-1906）         |        | 尼洛·佩薩尼亞 (1906–1909)       |
| 7    |                            |      | 尼洛·佩薩尼亞 Nilo Peçanha （1867–1924） 里約熱內盧州              | 1909年6月14日 – 1910年11月15日                                | 弗魯米嫩塞共和黨                | 5 （1906）                    | 巴西副總統 （1902-1906）         | 缺任   | 缺任                            |
| 8    |                            |      | 埃梅斯·達·豐塞卡 Hermes da Fonseca （1855–1923） 南里奧格蘭德州    | 1910年11月15日 – 1914年11月15日                               | 保守共和黨                      | 6 （1910）                    | 戰爭部長 （1906-1909）           |        | 文塞斯勞·布拉斯 (1910–1914)     |
| 9    |                            |      | 文塞斯勞·布拉斯 Venceslau Brás （1868–1966） 米納斯吉拉斯州        | 1914年11月15日 – 1918年11月15日                               | 米內羅共和黨                    | 7 （1914）                    | 巴西副總統 （1910-1914）         |        | 烏爾巴諾·桑托斯 (1914–1918)     |
|      |                            |      | 羅德里格斯·阿爾維斯 Rodrigues Alves （1848–1919） 聖保羅州         | 候任                                                          | 保利斯塔共和黨                  | 8 （1918）                    | 聖保羅州參議員 （1916–1918）     |        | 德爾芬·莫雷拉 (候任)            |
| 10   |                            |      | 德爾芬·莫雷拉 Delfim Moreira （1868–1920） 米納斯吉拉斯州          | 1918年11月15日 – 1919年7月28日                                | 米內羅共和黨                    | 8 （1918）                    | 巴西副總統 （候任）              | 缺任   | 缺任                            |
| 11   |                            |      | 埃皮塔西奧·佩索阿 Epitácio Pessoa （1865–1942） 帕拉伊巴州         | 1919年7月28日 – 1922年11月15日                                | 米內羅共和黨                    | 9 （1919）                    | 帕拉伊巴州參議員 （1912–1919）   |        | 德爾芬·莫雷拉 (1918–1920)       |
| 11   | 布埃諾·德·派瓦 (1920–1922) |      | 埃皮塔西奧·佩索阿 Epitácio Pessoa （1865–1942） 帕拉伊巴州         | 1919年7月28日 – 1922年11月15日                                | 米內羅共和黨                    | 9 （1919）                    | 帕拉伊巴州參議員 （1912–1919）   |        |                                 |
| 12   |                            |      | 阿圖爾·貝納德斯 Artur Bernardes （1875–1955） 米納斯吉拉斯州       | 1922年11月15日 – 1926年11月15日                               | 米內羅共和黨                    | 10 （1922）                   | 米納斯吉拉斯州州長 （1918–1922） |        | 埃斯塔西奧·科英布拉 (1922–1926) |
| 13   |                            |      | 華盛頓·路易斯 Washington Luís （1869–1957） 聖保羅州               | 1926年11月15日 – 1930年10月24日                               | 米內羅共和黨                    | 11 （1926）                   | 聖保羅州參議員 （1925–1926）     |        | 梅洛·維亞納 (1926–1930)         |
|      |                            |      | 儒利奧·普列斯特斯 Júlio Prestes （1882–1946） 聖保羅州             | 候任                                                          | 保利斯塔共和黨                  | 12 （1930）                   | 聖保羅州州長 （1926–1930）       |        | 維塔爾·蘇亞雷斯 (候任)          |

## 瓦加斯独裁（1930年—1946年）
在第一共和時期的巴西最初以咖啡業為經濟重心。1929年，美國發生華爾街股災，引發經濟大蕭條，巴西亦不能倖免。受到大蕭條的影響，咖啡價格急劇下跌，經濟大受打擊，加上國內鄉村與城鎮之間的貧富懸殊，為社會帶來沉重壓力。當時的總統华盛顿·路易斯，因未能應付經濟危機而失去民心。1930年，海、陸軍發動軍事政變，將路易斯政府推翻，出身自南里奧格蘭德州的热图利奥·瓦加斯被軍方擁立成為總統。瓦加斯最初致力改善政治、經濟和民生，令國家再次走向富強。但後來隨著共產黨派和法西斯黨派的興起，瓦加斯的權力開始動搖，故採取獨裁統治以鞏固權力。第二次世界大戰結束之後，人民要求民主制度的呼聲日益高漲，最終迫使瓦加斯下台。瓦加斯在位的時期可以稱為瓦加斯時期。
| 位次 | 姓名                                      | 姓名 | 就任日期       | 卸任日期       | 政黨     | 副總統 | 屆別         | 參考              |
| ---- | ----------------------------------------- | ---- | -------------- | -------------- | -------- | ------ | ------------ | ----------------- |
| —    | 奧古斯托·弗拉戈索* Augusto Fragoso        |      | 1930年10月24日 | 1930年11月3日  | （軍人） | 缺任   | 11 · 12 · 13 | [ 3 ]             |
| —    | 伊薩伊亞斯·德·諾羅尼亞* Isaías de Noronha |      | 1930年10月24日 | 1930年11月3日  | （軍人） | 缺任   | 11 · 12 · 13 | [ 4 ]             |
| —    | 梅納·巴雷托* Mena Barreto                 |      | 1930年10月24日 | 1930年11月3日  | （軍人） | 缺任   | 11 · 12 · 13 | [ 5 ]             |
| 14   | 热图利奥·瓦加斯* Getúlio Vargas           |      | 1930年11月3日  | 1945年10月29日 | 無黨藉   | 缺任   | 11 · 12 · 13 | [ 7 ] [ 8 ] [ 6 ] |
| 15   | 若泽·里尼亚雷斯* José Linhares            |      | 1945年10月29日 | 1946年1月31日  | 無黨藉   | 缺任   | 11 · 12 · 13 | [ 9 ]             |

## 第二共和時期（1946年—1964年）
由於瓦加斯黯然下台，因此造成了巴西歷史上十幾年的黨派之爭，期間在政壇內形成兩個派系：親瓦加斯派系和反瓦加斯派系，他們在這段期間鬥爭不斷。1954年瓦加斯自殺，令鬥爭更趨白熱化，兩派水火不容，最後要到1964年的軍事政變始被平息。
| 位次 | 姓名                                       | 姓名 | 就任日期       | 卸任日期       | 政黨           | 副總統                    | 屆別 | 參考          |
| ---- | ------------------------------------------ | ---- | -------------- | -------------- | -------------- | ------------------------- | ---- | ------------- |
| 16   | 尤里科·杜特拉 Eurico Dutra                 |      | 1946年1月31日  | 1951年1月31日  | 巴西社会民主党 | 内雷乌·拉莫斯 Nereu Ramos | 14   | [ 11 ]        |
| 17   | 熱圖利奧·瓦加斯 Getúlio Vargas （第二任）  |      | 1951年1月31日  | 1954年8月24日  | 巴西工党       | 卡費·菲略 Café Filho      | 15   | [ 13 ]        |
| 18   | 卡費·菲略 Café Filho                       |      | 1954年8月24日  | 1955年11月8日  | 進步社會黨     | 缺任                      | 15   | [ 14 ]        |
| 19   | 卡洛斯·盧斯* Carlos Luz                    |      | 1955年11月8日  | 1955年11月11日 | 巴西社会民主党 | 缺任                      | 15   | [ 15 ]        |
| 20   | 内雷乌·拉莫斯* Nereu Ramos                 |      | 1955年11月11日 | 1956年1月31日  | 巴西社会民主党 | 缺任                      | 15   | [ 16 ]        |
| 21   | 儒塞利諾·庫比契克 Juscelino Kubitschek     |      | 1956年1月31日  | 1961年1月31日  | 巴西社会民主党 | 若昂·古拉特 João Goulart  | 16   | [ 17 ]        |
| 22   | 雅尼奧·夸德羅斯 Jânio Quadros              |      | 1961年1月31日  | 1961年8月25日  | 國家工黨       | 若昂·古拉特 João Goulart  | 17   | [ 18 ]        |
| 23   | 拉涅里·馬齐利* Ranieri Mazzilli            |      | 1961年8月25日  | 1961年9月7日   | 巴西社会民主党 | 缺任                      | 17   | [ 19 ]        |
| 24   | 若昂·古拉特 João Goulart                   |      | 1961年9月7日   | 1964年4月1日   | 巴西工党       | 缺任                      | 17   | [ 21 ] [ 22 ] |
| 25   | 拉涅里·馬齐利* Ranieri Mazzilli （第二任） |      | 1964年4月2日   | 1964年4月15日  | 巴西社会民主党 | 缺任                      | 17   | [ 23 ]        |

## 軍事獨裁時期（1964年—1985年）
1964年3月31日，巴西爆發軍事政變，若昂·古拉特政府被軍方推翻，軍事獨裁時期開始，結束兩派鬥爭的局面。軍方在其統治期間實行獨裁統治，限制各方面的自由，但在這段期間卻令經濟急速發展，令巴西成為世界經濟增長最迅速的國家之一，至1970年代中葉因第一次石油危机而掉頭下降。1979年，若昂·菲格雷多上台，他致力恢復民主政治，令軍方統治力量日漸衰落。
| 位次 | 姓名                                 | 姓名   | 就任日期       | 卸任日期       | 政黨                  | 副總統                                      | 屆別 | 參考   |
| ---- | ------------------------------------ | ------ | -------------- | -------------- | --------------------- | ------------------------------------------- | ---- | ------ |
| 26   | 卡斯特略·布朗库* Castelo Branco      |        | 1964年4月15日  | 1967年3月15日  | 國家革新聯盟 （軍人） | 若澤·馬利亞·奥克明 José Maria Alckmin       | 18   | [ 24 ] |
| 27   | 科斯塔·伊·席爾瓦* Costa e Silva      |        | 1967年3月15日  | 1969年8月31日  | 國家革新聯盟 （軍人） | 佩德羅·阿雷克索 Pedro Aleixo                | 19   | [ 25 ] |
| —    | 佩德羅·阿雷克索* Pedro Aleixo        |        | —              | —              | 國家革新聯盟 （軍人） | 缺任                                        | 19   |        |
| —    | 奧雷利奧·德·里拉* Aurélio de Lira    |        | 1969年8月31日  | 1969年10月30日 | （軍人）              | 缺任                                        | 19   | [ 26 ] |
| —    | 奧古斯托·拉德馬克* Augusto Rademaker | [ 27 ] | 1969年8月31日  | 1969年10月30日 | （軍人）              | 缺任                                        | 19   |        |
| —    | 馬斯奧·美羅* Márcio Melo             | [ 28 ] | 1969年8月31日  | 1969年10月30日 | （軍人）              | 缺任                                        | 19   |        |
| 28   | 奧米利奧·梅迪西* Emilio Medici       |        | 1969年10月30日 | 1974年3月15日  | 國家革新聯盟 （軍人） | 奧古斯托·拉德馬克 Augusto Rademaker         | 20   | [ 29 ] |
| 29   | 埃內斯托·蓋澤爾* Ernesto Geisel      |        | 1974年3月15日  | 1979年3月15日  | 國家革新聯盟 （軍人） | 阿達爾維托·杜斯·桑托斯 Adalberto dos Santos | 21   | [ 30 ] |
| 30   | 若昂·菲格雷多* João Figueiredo       |        | 1979年3月15日  | 1985年3月15日  | 國家社會黨 （軍人）   | 奧雷利亞諾·查維斯 Aureliano Chaves          | 22   | [ 31 ] |

## 新共和國時期（1985年—）
1985年，若昂·菲格雷多下台，其權力歸還予民主政府，新共和國時期開始。面對軍事政府遺留下來的經濟和民生問題，政府採取各項政策以穩定民心。最後政府成功穩定經濟，並讓國家再次走向繁榮。
| 位次 | 姓名                                             | 姓名 | 就任日期                                    | 卸任日期                              | 政黨                                                           | 副總統                            | 屆別   | 參考          |
| ---- | ------------------------------------------------ | ---- | ------------------------------------------- | ------------------------------------- | -------------------------------------------------------------- | --------------------------------- | ------ | ------------- |
| —    | 坦克雷多·內維斯* Tancredo Neves                  |      | —                                           | —                                     | 巴西民主運動黨                                                 | 若澤·薩爾內 José Sarney           | 23     | [ 33 ]        |
| 31   | 若澤·薩爾內* José Sarney                         |      | 1985年3月15日                               | 1990年3月15日                         | 巴西民主運動黨                                                 | 缺任                              | 23     | [ 34 ]        |
| 32   | 費爾南多·科洛爾 Fernando Collor                  |      | 1990年3月15日                               | 1992年10月2日                         | 國家復興黨                                                     | 伊塔馬爾·佛朗哥 Itamar Franco     | 24     | [ 36 ]        |
| 33   | 伊塔馬爾·佛朗哥 Itamar Franco                    |      | 1992年10月2日                               | 1994年12月31日                        | 巴西民主運動黨                                                 | 缺任                              | 24     | [ 37 ]        |
| 34   | 費爾南多·恩里克·卡多佐 Fernando Henrique Cardoso |      | 1995年1月1日                                | 2002年12月31日                        | 巴西社会民主党                                                 | 馬可·米素 Marco Maciel            | 25     | [ 38 ]        |
| 34   | 費爾南多·恩里克·卡多佐 Fernando Henrique Cardoso | 26   | 1995年1月1日                                | 2002年12月31日                        | 巴西社会民主党                                                 | 馬可·米素 Marco Maciel            | [ 39 ] |               |
| 35   | 盧拉·達·席爾瓦 Lula da Silva                     |      | 2003年1月1日                                | 2010年12月31日                        | 巴西勞工黨                                                     | 若澤·阿倫卡爾 José Alencar        | 27     | [ 40 ]        |
| 35   | 盧拉·達·席爾瓦 Lula da Silva                     | 28   | 2003年1月1日                                | 2010年12月31日                        | 巴西勞工黨                                                     | 若澤·阿倫卡爾 José Alencar        | [ 41 ] |               |
| 36   | 迪尔玛·罗塞夫 Dilma Vana Rousseff                |      | 2011年1月1日                                | 2016年8月31日 （2016年5月12日起停職） | 巴西勞工黨                                                     | 米歇尔·特梅尔 Michel Temer        | 29     | [ 42 ] [ 43 ] |
| 37   | 米歇爾·特梅爾* Michel Temer                      |      | 2016年8月31日 （2016年5月12日—8月31日代理） | 2018年12月31日                        | 巴西民主運動黨                                                 | 缺任                              | 30     | [ 43 ]        |
| 38   | 雅伊爾·博索納羅 Jair Bolsonaro                   |      | 2019年1月1日                                | 2022年12月31日                        | 巴西社会自由党（2018－2019） 为了巴西联盟（2019－2020） 自由党 | 漢密爾頓·莫朗 Hamilton Mourão     | 31     | [ 44 ]        |
| 39   | 盧拉·達·席爾瓦 Lula da Silva （第二次）          |      | 2023年1月1日                                | 現任                                  | 巴西勞工黨                                                     | 杰拉尔多·阿尔克明 Geraldo Alckmin | 32     |               |

### 引用
1. 1 2 3  （中文）. 巴西利亞大學.   [2010-07-31]. （原始内容存档于2020-08-03）.
2. 1 2  （中文）. 巴西利亞大學.   [2010-07-31]. （原始内容存档于2020-08-03）.
3. ↑  （葡萄牙文）. 巴西政府.   [2010-07-31]. （原始内容存档于2008-07-29）.
4. ↑  （葡萄牙文）. 巴西政府.   [2010-07-31]. （原始内容存档于2008-07-29）.
5. ↑  （葡萄牙文）. 巴西政府.   [2010-07-31]. （原始内容存档于2008-07-29）.
6. 1 2  （葡萄牙文）. 巴西政府.   [2010-07-31]. （原始内容存档于2008-07-29）.
7. ↑  （葡萄牙文）. 巴西政府.   [2010-07-31]. （原始内容存档于2008-07-29）.
8. ↑  （葡萄牙文）. 巴西政府.   [2010-07-31]. （原始内容存档于2008-07-29）.
9. ↑  （葡萄牙文）. 巴西政府.   [2010-07-31]. （原始内容存档于2008-07-29）.
10. 1 2 3 4  （中文）. 巴西利亞大學.   [2010-07-31]. （原始内容存档于2011-05-24）.
11. ↑  （葡萄牙文）. 巴西政府.   [2010-07-31]. （原始内容存档于2020-10-15）.
12. ↑  （英文）. 英國廣播公司.   [2010-07-31]. （原始内容存档于2008-03-07）.
13. ↑  （葡萄牙文）. 巴西政府.   [2010-07-31]. （原始内容存档于2008-07-29）.
14. 1 2  （葡萄牙文）. 巴西政府.   [2010-07-31]. （原始内容存档于2020-09-25）.
15. 1 2  （葡萄牙文）. 巴西政府.   [2010-07-31]. （原始内容存档于2008-07-29）.
16. ↑  （葡萄牙文）. 巴西政府.   [2010-07-31]. （原始内容存档于2008-07-29）.
17. ↑  （葡萄牙文）. 巴西政府.   [2010-07-31]. （原始内容存档于2008-07-29）.
18. 1 2  （葡萄牙文）. 巴西政府.   [2010-07-31]. （原始内容存档于2008-07-29）.
19. ↑  （葡萄牙文）. 巴西政府.   [2010-07-31]. （原始内容存档于2008-07-29）.
20. ↑  （葡萄牙文）Gaspari, Elio. . São Paulo: Cia. das Letras. 2002: 103. ISBN 8535902775.
21. ↑  （葡萄牙文）. 巴西政府.   [2010-07-31]. （原始内容存档于2008-07-29）.
22. ↑  （葡萄牙文）. 巴西政府.   [2010-07-31]. （原始内容存档于2008-07-29）.
23. 1 2  （葡萄牙文）. 巴西政府.   [2010-07-31]. （原始内容存档于2008-07-29）.
24. ↑  （葡萄牙文）. 巴西政府.   [2010-07-31]. （原始内容存档于2020-10-14）.
25. ↑  （葡萄牙文）. 巴西政府.   [2010-07-31]. （原始内容存档于2008-07-29）.
26. ↑  （葡萄牙文）. 巴西政府.   [2010-07-31]. （原始内容存档于2020-10-16）.
27. ↑  （葡萄牙文）. 巴西政府.   [2010-07-31]. （原始内容存档于2008-07-29）.
28. ↑  （葡萄牙文）. 巴西政府.   [2010-07-31]. （原始内容存档于2019-05-19）.
29. ↑  （葡萄牙文）. 巴西政府.   [2010-07-31]. （原始内容存档于2007-12-16）.
30. ↑  （葡萄牙文）. 巴西政府.   [2010-07-31]. （原始内容存档于2020-10-13）.
31. ↑  （葡萄牙文）. 巴西政府.   [2010-07-31]. （原始内容存档于2008-07-29）.
32. ↑  （葡萄牙文）. 聖保羅郵報（Folha de São Paulo）. 1985-04-22  [2010-07-31]. （原始内容存档于2021-02-12）.
33. ↑  （葡萄牙文）. 巴西政府.   [2010-07-31]. （原始内容存档于2019-05-20）.
34. ↑  （葡萄牙文）. 巴西政府.   [2010-07-31]. （原始内容存档于2008-06-19）.
35. ↑  （葡萄牙文）Fernando Lattman-Weltman. . CPDOC.   [2010-07-31]. （原始内容存档于2007-08-14）.
36. ↑  （葡萄牙文）. 巴西政府.   [2010-07-31]. （原始内容存档于2008-07-29）.
37. 1 2  （葡萄牙文）. 巴西政府.   [2010-07-31]. （原始内容存档于2008-07-29）.
38. ↑  （葡萄牙文）. 巴西政府.   [2010-07-31]. （原始内容存档于2020-10-15）.
39. ↑  （葡萄牙文）. 巴西政府.   [2010-07-31]. （原始内容存档于2019-05-20）.
40. ↑  （葡萄牙文）. 巴西政府.   [2010-07-31]. （原始内容存档于2008-07-29）.
41. ↑  （葡萄牙文）. 巴西政府.   [2010-07-31]. （原始内容存档于2008-07-20）.
42. ↑  （葡萄牙文）. 巴西政府.   [2011-01-26]. （原始内容存档于2011-01-24）.
43. 1 2  . The Guardian. 2016-09-01  [2016-09-01]. （原始内容存档于2016-08-31）.
44. ↑  . BBC News. 2018-10-28  [2018-10-29]. （原始内容存档于2021-03-17）.

## 外部連結
- （葡萄牙文）巴西總統網站 （页面存档备份，存于），巴西政府
- （西班牙文）巴西總統網站 （页面存档备份，存于），巴西政府
- （英文）巴西總統網站 （页面存档备份，存于），巴西政府